# كأس النرويج 1947
كأس النرويج 1947 (بالنرويجية: Norgesmesterskapet i fotball for menn 1947)‏ هو الموسم 42 من كأس النرويج. أشرف على تنظيمه اتحاد النرويج لكرة القدم، وفاز فيه نادي شايد.